# Horisme cuprea
Horisme cuprea là một loài bướm đêm trong họ Geometridae.